# Helina brunneigena
Helina brunneigena är en tvåvingeart som beskrevs av Fritz Isidore van Emden 1965. Helina brunneigena ingår i släktet Helina och familjen husflugor. Inga underarter finns listade i Catalogue of Life.